# Zapotok, Kanal ob Soči
Zapotok je naselje v Občini Kanal ob Soči.